# 香椎神宮站
香椎神宮站（日语：／ Kashiijingū eki */?）是位於福岡縣福岡市東區香椎六丁目，九州旅客鐵道（JR九州）的香椎線車站。車站編號為JD07。此站距離西鐵貝塚線香椎宮前站大約1100米。

## 歷史
在國鐵收購香椎線前，博多灣鐵道汽船已經於1924年（大正13年）7月13日開設香椎宮前臨時停留場。當時只於春天和秋天，在香椎宮大祭時臨時營業，當時服務參詣乘客。後來在1935年（昭和10年）2月5日升級至停留場，在1942年（昭和17年）廢止。該停留場後來由JR九州再次啟用，營業距離向香椎一方遷移0.4公里。
在1988年（昭和63年）3月13日，JR九州於現地開設香椎神宮站。在7月21日新設車站大樓，當日起安排委托車站職員當值。車站大樓工程費為420萬日圓。

### 年表
- 1924年（大正13年）7月13日 - 博多灣鐵道汽船（日语：博多湾鉄道汽船）香椎宮前臨時停留場（日语：／）。
- 1935年（昭和10年）2月5日 - 升級至停留場。
- 1942年（昭和17年）- 廢止。
- 1988年（昭和63年）
  - 3月13日 - 九州旅客鐵道車站啟用，站名為香椎神宮站。
  - 7月21日 - 設置委託車站職員[2]，開設車站大樓。
- 2009年（平成21年）3月1日 - 此站開始可以使用IC卡「SUGOCA」[3]。
- 2015年（平成27年）3月14日 - 引入車站集中管理系統（Smart Support Station）（日语：駅集中管理システム）「ANSWER」後成為無人車站[4]。

## 車站構造
車站是一座地面車站，設有1面1線的單式月台。

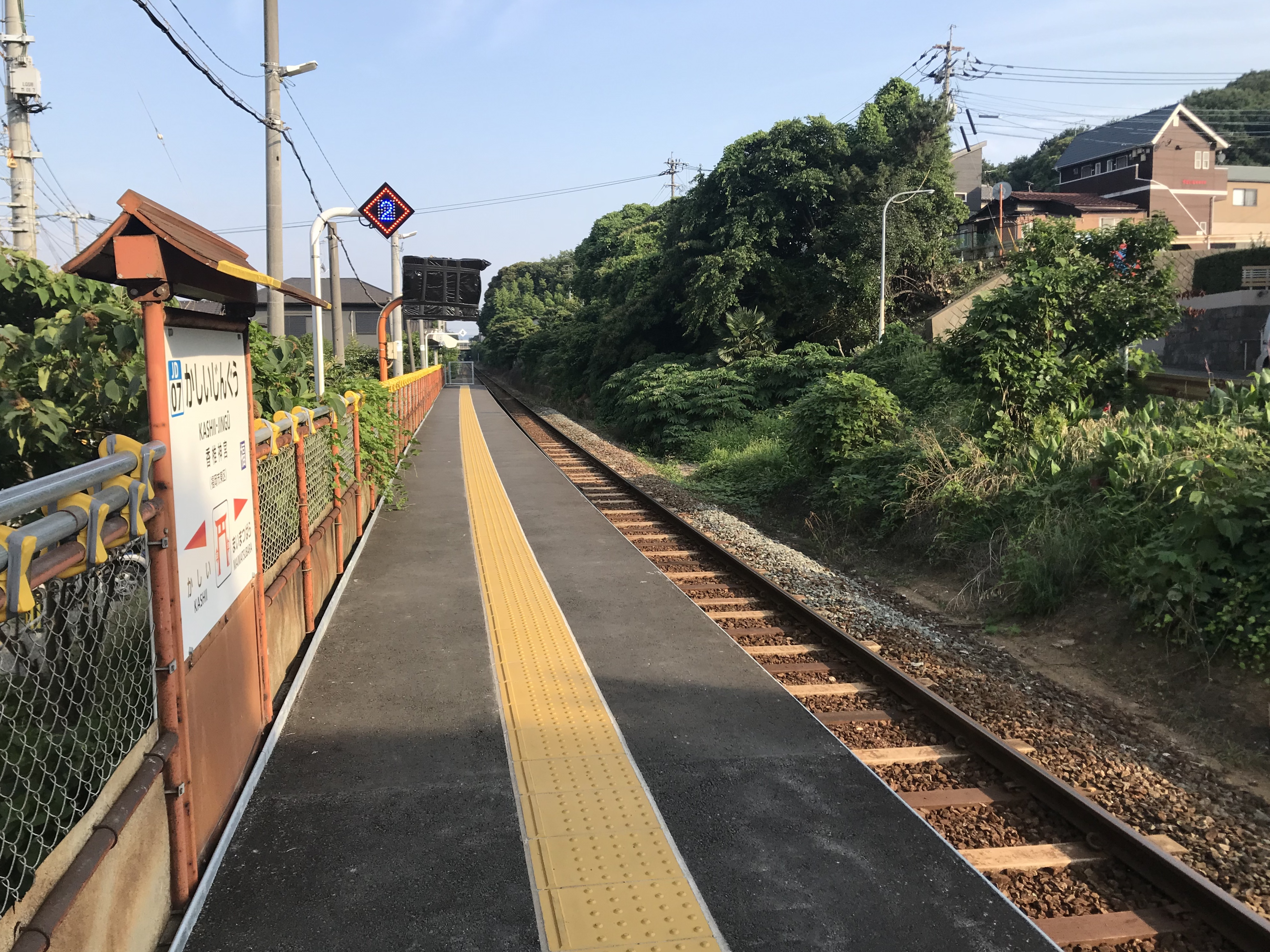
月台(2019年6月

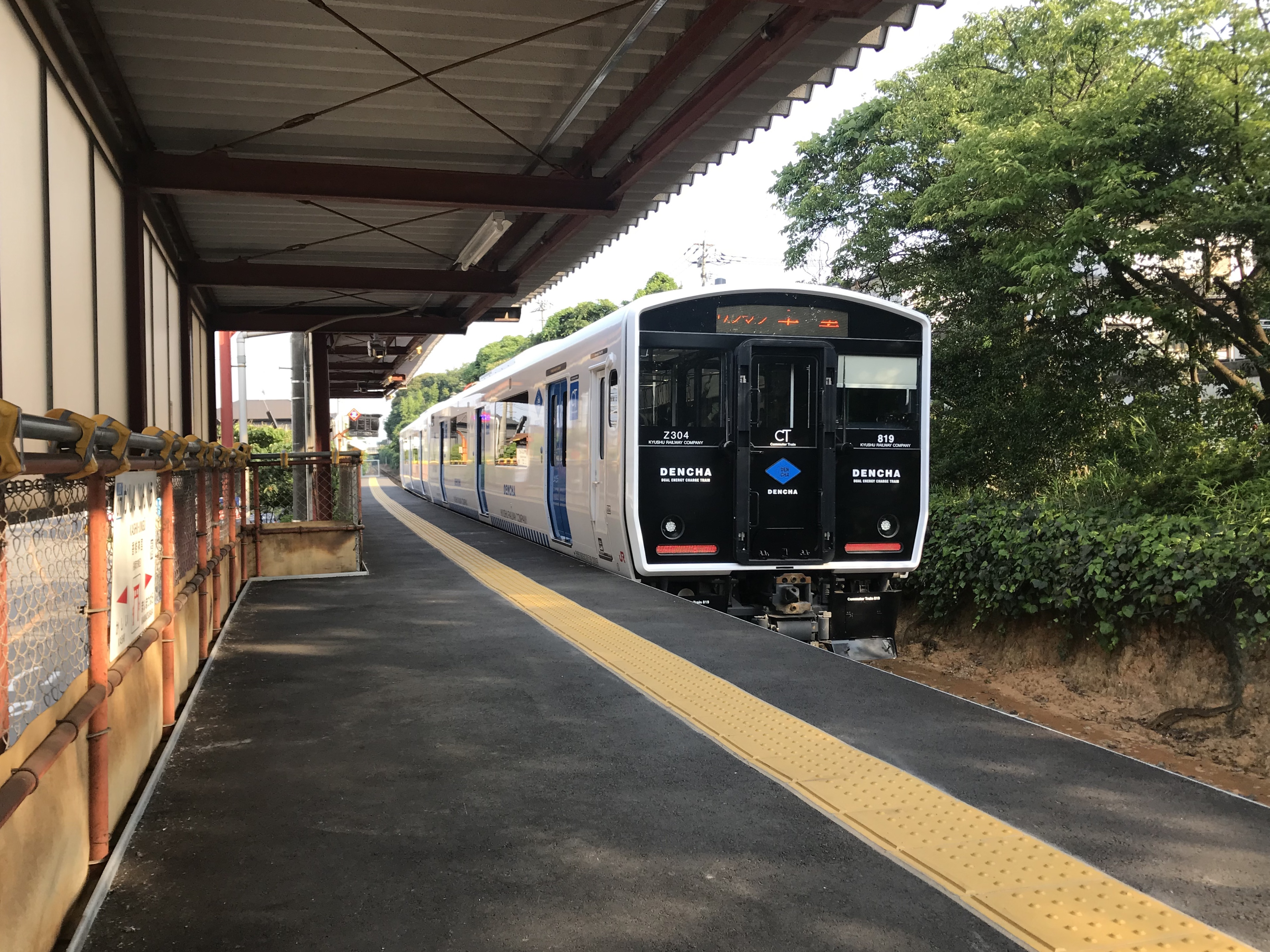
從車站出發的列車

此站可使用SUGOCA，不可購買IC卡，但是可為IC卡增值。當發生異常時，設有遠端資訊服務。

## 使用狀況
在2019年（令和元年）度，1日平均乘車人次為1,020人，在JR九州車站排名166名。
車站名稱取自香椎宮，因此毎年正月會有許多初詣客到訪，其餘時期沒有許多乘客使用，這些乘客多會前往博多站方向通勤或上學。
以下為近年1日平均乘車人次列表。
| 年度               | 1日平均 乘車人次 |
| ------------------ | ---------------- |
| 2016年（平成28年） | 973              |
| 2017年（平成29年） | 1,013            |
| 2018年（平成30年） | 1,019            |
| 2019年（令和元年） | 1,020            |

## 車站周邊
站前設有與香椎線並行的縣道24號。在車站出口鄰接西鐵巴士神宮站前巴士站。車站周邊為香椎地區南端。
車站東北方設有小規模商店和餐廳。自從車站啟用後，附近開設了許多商店，但是近年有減少的傾向。另外，羅森便利店在2006年結業，造成不便。車站西邊設有在昭和40年代開發的一層高的住宅團地。車站東邊設有在昭和50年代開發，位處於丘陵地帶的住宅團地。
- 太陽食品中心　Sunny Town店
- Hotto Motto香椎神宮站前店
- 福岡市立香椎東小學（日语：福岡市立香椎東小学校）
- 福岡香椎台郵局
- 香椎宮
- 舞松原古墳
- 香椎寵物診所
- AMZ傳喜館（電器屋）

## 巴士路線
站前設有西鐵巴士「神宮站前」巴士站。
- □28B
  - 香椎参道 - 御幸町 - 都市高速 - 藏本 - 天神 - 大濠公園
- ■28B
  - 舞松原站前 - 青葉台入口 - 土井團地

## 站名的由來
車站名稱取自香椎宮。但是，香椎宮不是神宮，而車站名稱錯誤地使用俗稱「香椎神宮」。
另外，也取自香椎宮的車站名稱的車站也有西鐵貝塚線的香椎宮前站。

## 相鄰車站
九州旅客鐵道（JR九州）
香椎線
香椎（JD06）－香椎神宮（JD07）－舞松原（JD08）

## 注腳
1. 1 2   2. JTB. 1998: 695 （日语）.
2. 1 2  石川尹巳. . 鐵道畫刊 (電氣車研究會). 1988年11月, (503): 88 （日语）.
3. ↑  . 交通新聞 (交通新聞社). 2009-03-03: 1 （日语）.
4. ↑   (PDF) (新闻稿). 九州旅客鉄道. 2014-12-22  [2020-02-07]. （原始内容 (PDF)存档于2019-01-20） （日语）.
5. ↑  SUGOCA 利用可能エリア （页面存档备份，存于）（日語） 九州旅客鐵道，截至平成28年3月26日（2016年10月5日參閲）。
6. 1 2   (PDF). 九州旅客鉄道.   [2020-12-26]. （原始内容 (PDF)存档于2020-08-24） （日语）. （页面存档备份，存于）
7. ↑   (PDF). 九州旅客鐵道.   [2019-07-24]. （原始内容 (PDF)存档于2020-03-15） （日语）. （页面存档备份，存于）

## 外部連結
- 香椎神宮（車站資訊） - 九州旅客鐵道